# Hiroshi Maeda (Mediziner)
Hiroshi Maeda (jap. 前田 浩, Maeda Hiroshi; * 22. Dezember 1938 in Shisō in der Präfektur Hyōgo; † 18. Mai 2021 in Kumamoto) war ein japanischer Pharmakologe und Chemiker. Er war bekannt für den EPR-Effekt.

## Werdegang
Maeda studierte an der Universität Tōhoku mit dem Bachelor-Abschluss 1962, an der  University of California, Davis mit dem Master-Abschluss 1964 und an der wurde 1967 an der Universität Tohoku promoviert. Als Post-Doktorand war er 1967 bis 1971 am Sidney Farber Cancer Institute der Harvard University. 1972 erwarb er dort zusätzlich den medizinischen Doktorgrad. 1971 bis 1980 war er Assistenzprofessor an der Universität Kumamoto und ab 1980 Professor. 2004 wurde er emeritiert. Danach war er an der Sōjō-Universität in Kumamoto.
Er entdeckte mit Yasuhiro Matsumura vom nationalen Krebsforschungszentrum in Tokio den sogenannten EPR-Effekt, die passive Anreicherung von Makromolekülen, Fettkügelchen und Nanopartikeln im Tumorgewebe. Beide gehören damit zu den Thomson Reuters Citation Laureates.
Maeda entwickelte für die Krebstherapie das erste Polymer-konjugierte Medikament (SMANCS), das in Japan für die Chemotherapie gegen Leberkrebs zugelassen ist. Es ist eine Anwendung des EPR-Effekts.
Er forschte auch über Virenerkrankungen.
Er erhielt den Lifetime Achievement Award der Royal Pharmaceutical Society, den Prinzessin-Takamatsu-Preis für Krebsforschung und den Tomizo-Yoshida-Preis, den höchsten Preis der japanischen Krebsforschungsgesellschaft.
1990 war er Lichfield Lecturer an der Radcliffe Medical School in Oxford.

## Schriften
- SMANCS and polymer-conjugated macromolecular drugs: advantages in cancer chemotherapy, Adv. Drug Deliv. Rev., Band 46, 2001, S. 169–185, PMID 11259839.
- mit J. Wu, T. Sawa, Y. Matsumura, K. Hori: Tumor vascular permeability and the EPR effect in macromolecular therapeutics: a review, J Control Release, Band 65, 2000, S. 271–284, PMID 10699287.
- mit T. Sawa, T. Konno: Mechanism of tumor-targeted delivery of macromolecular drugs, including the EPR effect in solid tumor and clinical overview of the prototype polymeric drug SMANCS, J Control Release, Band 74, 2001, S. 47–61, PMID 11489482.
- mit Y. Matsumura: A new concept for macromolecular therapeutics in cancer chemotherapy: Mechanism of tumoritropic accumulation of proteins and the antitumor agent smancs, Cancer Res., Band 46, 1986, S. 6387–6392